# 耶尔河 (滨海塞纳省)
耶尔河（法語：Yères，法語發音：[jɛʁ]）是法国诺曼底大区滨海塞纳省的一条沿海河流，长40千米，发源自欧贝尔梅尼勒-欧塞拉布勒，于滨海克里耶勒流入英吉利海峡。